# Monster (série télévisée, 2017)
Monster est une série policière  série dramatique norvégienne en huit épisodes  diffusée sur NRK-TV en 2017 . Il a été écrit par Hans Christian Storrøsten et Anne Sewitsky.

## Synopsis
Un meurtre mystérieux dans une petite ville du nord de la Norvège. Une jeune fille disparaît sans laisser de traces et son petit ami est retrouvé assassiné. L'inspecteur Hedda Hersoug, qui vient de retrouver une vie plus calme, est contraint de travailler avec Joel Dreyer, de la brigade criminelle du sud.

## Distribution[2]
- Ingvild Holthe Bygdnes : Hedda Hersoug
- Jakob Oftebro : Joel Dreyer
- Bjørn Sundquist : Edvart Arvola
- Gørild Mauseth : Margot van Gebert
- Agnes Born : Jani van Gebert
- Martin Furulund : Skule van Gebert
- Reidar Sørensen : Einar Hersoug
- Karoline Arntzen : Renate Nilsen
- Bjørn Moan : Torgeir
- Natalia Aasheim : Elena
- Per Kjerstad : Hans Nilsen
- Marius Kolbenstvedt : Bernt Hagen
- Heidi Goldmann : Toril Lind
- Ánne Mággá Wigelius : Alice
- Niklas Gundersen : Ross Mikkelsen
- Anja Saiva Bongo Bjørnstad : Maria
- Britt Langlie : Ruth Arvola

## Prix
La série a remporté le prix European Script Awards pour la série télévisée la plus innovante en 2017.  Elle a été nommée pour quatre prix avant Gullruten 2018 , dont celui du meilleur acteur féminin ( Gørild Mauseth ) et de la meilleure musique originale ( Magnus Beite ),.